# Ashis Nandy
Pour les articles homonymes, voir Nandy (homonymie).
 (juin 2017).
Si vous disposez d'ouvrages ou d'articles de référence ou si vous connaissez des sites web de qualité traitant du thème abordé ici, merci de compléter l'article en donnant les références utiles à sa vérifiabilité et en les liant à la section « Notes et références ».
Ashis Nandy, né le 13 mai 1937, est un psychologue et sociologue indien. 

## Biographie
Nandy est né en 1937 à Bhagalpur, dans la région du Bihar, au sein d'une famille chrétienne bengali. Il est l'aîné des trois fils de Satish Chandra Nandy et Prafulla Nalini Nandy. Plus tard sa famille a déménagé à Calcutta, où sa mère est enseignante à La Martinère School.
Il a étudié la sociologie au Hislop College et a obtenu son diplôme de psychologie à l'université du Gujarat, à Ahmedabad. Il a été membre et directeur du Centre d'étude sur les sociétés en développement (CSDS) pendant plusieurs années. À ce jour, il est membre honoraire dans ce même institut, en plus d'être président du comité pour les choix culturels et les futurs du monde, également à New Delhi.
En 2007, Nandy a reçu le prix de la culture asiatique de Fukuoka. En 2008, il a été nommé parmi les 100 personnalités intellectuelles les plus importantes par le magazine Foreign Policy, publié par la Fondation Carnegie pour la paix internationale.
Il publie en 1983 The Intimate Enemy: Loss and Recovery of Self Under Colonialism, traite des problèmes psychologiques posés par le colonialisme à un niveau personnel, pour le colonisateur comme pour le colonisé. 

## Publications (sélection)
- 1978 – The New Vaisyas: Entrepreneurial Opportunity and Response in an Indian City. Raymond Lee Owens and Ashis Nandy. Bombay: Allied, 1977. Durham, NC: Carolina Academic P, 1978.
- 1980 – At the Edge of Psychology: Essays in Politics and Culture. Delhi: Oxford UP, 1980. Delhi; Oxford: Oxford UP, 1990.
- 1980 – Alternative Sciences: Creativity and Authenticity in Two Indian Scientists. New Delhi: Allied, 1980. Delhi: Oxford UP, 1995.
- 1983 – The Intimate Enemy: Loss and Recovery of Self Under Colonialism. Delhi: Oxford UP, 1983. Oxford: Oxford UP, 1988.
- 1983 – Science, Hegemony and Violence: A Requiem for Modernity. Ed. Ashis Nandy. Tokyo, Japan: United Nations University, 1988. Delhi: Oxford UP, 1990.
- 1987 – Traditions, Tyranny, and Utopias: Essays in the Politics of Awareness. Delhi; New York: Oxford UP, 1987. New York: Oxford UP, 1992.
- 1987 – Science, Hegemony and Violence: A Requiem for Modernity. Ed. Ashis Nandy. Tokyo, Japan: United Nations University, 1988. Delhi: Oxford UP, 1990.Traditions, Tyranny, and Utopias: Essays in the Politics of Awareness. Delhi; New York: Oxford UP, 1987. New York: Oxford UP, 1992.
- 1988 – Science, Hegemony and Violence: A Requiem for Modernity. Ed. Ashis Nandy. Tokyo, Japan: United Nations University, 1988. Delhi: Oxford UP, 1990.
- 1989 – The Tao of Cricket: On Games of Destiny and the Destiny of Games. New Delhi; New York: Viking, 1989. New Delhi; New York: Penguin, 1989.
- 1993 – Barbaric Others: A Manifesto on Western Racism. Merryl Wyn Davies, Ashis Nandy, and Ziauddin Sardar. London; Boulder, CO: Pluto Press, 1993.
- 1994 – The Illegitimacy of Nationalism: Rabindranath Tagore and the Politics of Self. Delhi; Oxford: Oxford UP, 1994.
- 1994 – The Blinded Eye: Five Hundred Years of Christopher Columbus. Claude Alvares, Ziauddin Sardar, and Ashis Nandy. New York: Apex, 1994.
- 1995 – The Savage Freud and Other Essays on Possible and Retrievable Selves. Delhi; London: Oxford UP, 1995. Princeton, NJ: Princeton UP, 1995.
- 1995 – Creating a Nationality: the Ramjanmabhumi Movement and Fear of the Self. Ashis Nandy, Shikha Trivedy, and Achyut Yagnick. Delhi; Oxford: Oxford UP, 1995. New York: Oxford UP, 1996.

## Distinction
- Prix de la culture asiatique de Fukuoka